# Handelsinstitut Klaipėda
Das Handelsinstitut Klaipėda (Klaipėdos prekybos institutas) war eine Wirtschaftshochschule von 1935 bis 1939 in der litauischen Hafenstadt Klaipėda. Sie war im Haus des Vytautas-der-Große-Gymnasiums angesiedelt. 

## Geschichte
Um die litauischen politischen und kulturellen Positionen im Region Klaipėda zu stärken, gründet die Regierung von Litauen von 1934 bis 1935  zwei litauische Hochschulen  Klaipėda. 1934 errichtete man das Handelsinstitut und 1935  Pädagogisches Institut der Republik. Im Handelsinstitut gab es keine Fakultäten. Erst im dritten Studienjahr wurden die Studenten in drei Studiengänge (Handel, Bankwesen und Außenhandel) aufgeteilt. Das Institut hatte eigene Räumlichkeiten nicht. Die Vorlesungen fanden in verschiedenen Büros in der ganzen Stadt verteilt statt. 1939 wurde das Institut für Handel nach Šiauliai umgesiedelt. Hier gibt es die Universität Šiauliai.